# Municipio de Kinghurst
El municipio de Kinghurst (en inglés: Kinghurst Township) es un municipio ubicado en el condado de Itasca en el estado estadounidense de Minnesota. En el año 2010 tenía una población de 106 habitantes y una densidad poblacional de 1,16 personas por km².

## Geografía
El municipio de Kinghurst se encuentra ubicado en las coordenadas 47°42′17″N 94°5′23″O / 47.70472, -94.08972. Según la Oficina del Censo de los Estados Unidos, el municipio tiene una superficie total de 91.45 km², de la cual 86,76 km² corresponden a tierra firme y (5,12 %) 4,69 km² es agua.

## Demografía
Según el censo de 2010, había 106 personas residiendo en el municipio de Kinghurst. La densidad de población era de 1,16 hab./km². De los 106 habitantes, el municipio de Kinghurst estaba compuesto por el 99,06 % blancos y el 0,94 % eran de una mezcla de razas. Del total de la población el 0 % eran hispanos o latinos de cualquier raza.